# Serie A1 2024-2025 (pallamano femminile)
La Serie A1 2024-2025 è stata la 56ª edizione della massima serie del campionato italiano di pallamano femminile.

## Stagione

### Iscrizioni e ufficialità
Il 20 luglio vengono ufficializzate le squadre iscritte: regolarmente iscritte le neo-promosse Ariosto e Leno, rinuncia al diritto di partecipazione la Venplast Dossobuono; viene reintegrata la Lions Sassari a completamento organici.
Il 23 luglio viene pubblicato il calendario.

### Formula

#### Stagione regolare
Il campionato si svolge tra 12 squadre che si affrontarono con la formula del girone unico all'italiana con partite di andata e ritorno. Per ogni incontro i punti assegnati in classifica sono così determinati:
- due punti per la squadra che vince l'incontro;
- un punto per il pareggio;
- zero punti per la squadra che perde l'incontro.

Al termine della stagione regolare le prime quattro squadre classificate disputano i play-off per l'assegnazione dello scudetto, mentre le squadre classificate dall'8º all'11º posto disputano i play-out per decidere la seconda retrocessione.

#### Play-off scudetto
Le squadre classificate dal 1º al 4º posto in classifica al termine della stagione regolare partecipano ai play-off scudetto, che si disputano con la formula ad eliminazione diretta, con semifinali e finale al meglio di due gare su tre (la terza gara si disputa nel caso le prime due siano terminate con una vittoria per parte o con due pareggi, a prescindere dai risultati dei singoli incontri). La seconda e terza gara nelle semifinali e nella finale si disputano in casa della squadra meglio classificata al termine della fase regolare.

#### Play-out retrocessione
Le squadre classificate dall'8º all'11º posto in classifica al termine della fase regolare partecipano ai play-out retrocessione, che si disputano con la formula ad eliminazione diretta, con semifinali e finale al meglio di due gare su tre (la terza gara si disputa nel caso le prime due siano terminate con una vittoria per parte o con due pareggi, a prescindere dai risultati dei singoli incontri). La seconda e terza gara nelle semifinali e nella finale si disputano in casa della squadra meglio classificata al termine della fase regolare.

### Verdetti
Al termine del campionato vengono emessi i seguenti verdetti:
- Vincitrice dei play-off: è proclamata campione d'Italia ed acquisisce il diritto a partecipare alla EHF European League;
- Finalista dei play-off: acquisisce il diritto a partecipare alla EHF European Cup;
- 3ª classificata: acquisisce il diritto a partecipare alla EHF European Cup;
- Perdente dei play-out: retrocede in Serie A2;
- Ultima classificata: retrocede in Serie A2.

## Squadre partecipanti
| Squadra         | Città                | Palasport                | Stagione precedente          |
| --------------- | -------------------- | ------------------------ | ---------------------------- |
| Ariosto Ferrara | Ferrara              | Palaboschetto            | Vincente playoff di Serie A2 |
| Brixen Südtirol | Bressanone (BZ)      | Raiffeisen Arena         | Vincitrice                   |
| Casalgrande     | Casalgrande (RE)     | PalaKeope                | 6º posto                     |
| Cassano Magnago | Cassano Magnago (VA) | PalaTacca                | 5º posto                     |
| Cellini Padova  | Padova               | PalaFarfalle             | 9º posto                     |
| Erice           | Erice (TP)           | PalaCardella             | 2º posto                     |
| Leno            | Leno (BS)            | Handball Arena           | Vincente playoff di Serie A2 |
| Lions Sassari   | Sassari              | PalaSantoru              | 11º posto                    |
| Mezzocorona     | Mezzocorona (TN)     | PalaFornai               | 10º posto                    |
| PDO Salerno     | Salerno              | PalaPalumbo              | 1º posto                     |
| Pontinia        | Pontinia (LT)        | Palasport Marica Bianchi | 3º posto                     |
| Teramo          | Teramo               | Pala San Nicolò          | 7º posto                     |

## Risultati

### Regular season
| Andata      | Andata | 1ª/12ª giornata        | Ritorno | Ritorno    |
|             |        |                        |         |            |
| 7 settembre | 34-17  | Erice - Leno           | 38-25   | 11 gennaio |
| 7 settembre | 24-28  | Ariosto - Brixen       | 35-28   | 11 gennaio |
| 7 settembre | 39-11  | Casalgrande - Sassari  | 30-15   | 11 gennaio |
| 7 settembre | 34-26  | C.Magnago - Teramo     | 31-27   | 11 gennaio |
| 7 settembre | 19-38  | Padova - Salerno       | 23-30   | 11 gennaio |
| 7 settembre | 23-29  | Mezzocorona - Pontinia | 24-35   | 11 gennaio |

| Andata       | Andata | 2ª/13ª giornata        | Ritorno | Ritorno    |
|              |        |                        |         |            |
| 14 settembre | 20-40  | Teramo - Erice         | 15-36   | 18 gennaio |
| 14 settembre | 34-26  | Pontinia - Casalgrande | 28-21   | 18 gennaio |
| 14 settembre | 34-24  | Salerno - Mezzocorona  | 32-18   | 18 gennaio |
| 14 settembre | 29-24  | Brixen - Padova        | 23-20   | 18 gennaio |
| 14 settembre | 23-27  | Leno - Ariosto         | 22-27   | 18 gennaio |
| 15 set.      | 13-36  | Sassari - C.Magnago    | 24-32   | 19 gen.    |

| Andata       | Andata | 3ª/14ª giornata       | Ritorno | Ritorno    |
|              |        |                       |         |            |
| 21 settembre | 16-31  | Ariosto - Erice       | 17-29   | 25 gennaio |
| 21 settembre | 25-39  | Mezzocorona - Brixen  | 26-34   | 25 gennaio |
| 21 settembre | 23-36  | Casalgrande - Salerno | 16-33   | 25 gennaio |
| 21 settembre | 25-22  | C.Magnago - Pontinia  | 22-31   | 25 gennaio |
| 21 settembre | 26-31  | Padova - Leno         | 21-21   | 25 gennaio |
| 22 set.      | 24-37  | Sassari - Teramo      | 27-40   | 25 gennaio |

| Andata  | Andata | 4ª/15ª giornata      | Ritorno | Ritorno    |
|         |        |                      |         |            |
| 5 ott.  | 21-37  | Teramo - Ariosto     | 28-34   | 1 febbraio |
| 2 ott.  | 57-25  | Pontinia - Sassari   | 44-24   | 1 febbraio |
| 9 ott.  | 24-30  | Salerno - C.Magnago  | 31-19   | 1 febbraio |
| 26 ott. | 35-26  | Erice - Padova       | 33-16   | 1 febbraio |
| 5 ott.  | 27-23  | Leno - Mezzocorona   | 21-25   | 2 feb.     |
| 16 ott. | 27-22  | Brixen - Casalgrande | 22-30   | 1 feb.     |

| Andata     | Andata | 5ª/16ª giornata     | Ritorno | Ritorno    |
|            |        |                     |         |            |
| 23 ott.    | 15-35  | Mezzocorona - Erice | 9-38    | 8 febbraio |
| 12 ottobre | 25-23  | C.Magnago - Brixen  | 23-20   | 8 febbraio |
| 12 ottobre | 32-25  | Casalgrande - Leno  | 22-23   | 8 febbraio |
| 16 ott.    | 34-27  | Pontinia - Teramo   | 42-28   | 8 febbraio |
| 12 ott.    | 27-32  | Padova - Ariosto    | 25-27   | 8 febbraio |
| 13 ott.    | 17-39  | Sassari - Salerno   | 24-39   | 8 febbraio |

| Andata     | Andata | 6ª/17ª giornata       | Ritorno | Ritorno     |
|            |        |                       |         |             |
| 19 ottobre | 25-27  | Teramo - Padova       | 29-27   | 15 febbraio |
| 19 ottobre | 38-24  | Brixen - Sassari      | 38-28   | 15 febbraio |
| 19 ottobre | 24-23  | Salerno - Pontinia    | 30-32   | 15 febbraio |
| 19 ottobre | 24-20  | Ariosto - Mezzocorona | 28-21   | 15 febbraio |
| 19 ottobre | 17-30  | Leno - C.Magnago      | 19-32   | 15 febbraio |
| 19 ottobre | 30-17  | Erice - Casalgrande   | 32-22   | 15 febbraio |

| Andata     | Andata | 7ª/18ª giornata       | Ritorno | Ritorno     |
|            |        |                       |         |             |
| 3 nov.     | 24-19  | Mezzocorona - Padova  | 27-30   | 22 febbraio |
| 2 novembre | 0-5    | C.Magnago - Erice     | 20-28   | 22 febbraio |
| 2 novembre | 33-26  | Casalgrande - Ariosto | 21-32   | 22 febbraio |
| 2 novembre | 31-28  | Pontinia - Brixen     | 28-26   | 22 febbraio |
| 2 novembre | 25-30  | Sassari - Leno        | 19-34   | 22 febbraio |
| 2 novembre | 37-21  | Salerno - Teramo      | 39-24   | 22 febbraio |

| Andata     | Andata | 8ª/19ª giornata      | Ritorno | Ritorno  |
|            |        |                      |         |          |
| 9 novembre | 33-22  | Teramo - Mezzocorona | 21-30   | 15 marzo |
| 23 nov.    | 41-19  | Erice - Sassari      | 43-21   | 15 marzo |
| 9 novembre | 22-30  | Brixen - Salerno     | 17-31   | 15 marzo |
| 9 novembre | 23-34  | Leno - Pontinia      | 22-35   | 15 marzo |
| 9 novembre | 35-25  | Ariosto - C.Magnago  | 20-30   | 15 marzo |
| 9 novembre | 24-31  | Padova - Casalgrande | 27-28   | 15 marzo |

| Andata      | Andata | 9ª/20ª giornata           | Ritorno | Ritorno  |
|             |        |                           |         |          |
| 30 nov.     | 28-20  | C.Magnago - Padova        | 33-29   | 22 marzo |
| 18 dic.     | 32-30  | Pontinia - Erice          | 15-26   | 22 marzo |
| 30 novembre | 30-26  | Casalgrande - Mezzocorona | 25-25   | 23 marzo |
| 30 novembre | 39-20  | Brixen - Teramo           | 28-26   | 22 marzo |
| 30 novembre | 30-30  | Sassari - Ariosto         | 27-40   | 22 marzo |
| 21 dic.     | 32-15  | Salerno - Leno            | 40-20   | 22 marzo |

| Andata     | Andata | 10ª/21ª giornata        | Ritorno | Ritorno  |
|            |        |                         |         |          |
| 7 dicembre | 33-24  | Casalgrande - Teramo    | 32-30   | 5 aprile |
| 7 dicembre | 32-27  | Padova - Sassari        | 45-29   | 5 aprile |
| 5 gen.     | 30-18  | Erice - Salerno         | 19-18   | 5 aprile |
| 7 dic.     | 28-33  | Ariosto - Pontinia      | 24-27   | 5 aprile |
| 8 dic.     | 19-27  | Mezzocorona - C.Magnago | 21-28   | 5 aprile |
| 7 dic.     | 26-31  | Leno - Brixen           | 30-39   | 5 aprile |

| Andata      | Andata | 11ª/22ª giornata        | Ritorno | Ritorno   |
|             |        |                         |         |           |
| 14 dicembre | 29-23  | C.Magnago - Casalgrande | 26-23   | 19 aprile |
| 14 dicembre | 33-25  | Pontinia - Padova       | 31-23   | 19 aprile |
| 14 dicembre | 27-34  | Sassari - Mezzocorona   | 16-40   | 19 aprile |
| 14 dicembre | 22-34  | Brixen - Erice          | 19-31   | 19 aprile |
| 16 dic.     | 36-30  | Salerno - Ariosto       | 37-23   | 19 aprile |
| 14 dicembre | 28-27  | Teramo - Leno           | 26-30   | 19 aprile |

## Classifica
Fonte: federhandball.it
|  | Pos. | Squadra         | Pt | G  | V  | N | S  | GF  | GS  | D    |
|  | ---- | --------------- | -- | -- | -- | - | -- | --- | --- | ---- |
|  | 1.   | Erice           | 42 | 22 | 21 | 0 | 1  | 698 | 399 | +299 |
|  | 2.   | Pontinia        | 38 | 22 | 19 | 0 | 3  | 710 | 554 | +156 |
|  | 3.   | PDO Salerno     | 36 | 22 | 18 | 0 | 4  | 708 | 489 | +219 |
|  | 4.   | Cassano Magnago | 34 | 22 | 17 | 0 | 5  | 585 | 500 | +85  |
|  | 5.   | Ariosto Ferrara | 25 | 22 | 12 | 1 | 9  | 615 | 602 | +13  |
|  | 6.   | Brixen Südtirol | 24 | 22 | 12 | 0 | 10 | 620 | 593 | +27  |
|  | 7.   | Casalgrande     | 21 | 22 | 10 | 1 | 11 | 579 | 585 | -6   |
|  | 8.   | Leno            | 13 | 22 | 6  | 1 | 15 | 528 | 646 | -118 |
|  | 9.   | Mezzocorona     | 11 | 22 | 5  | 1 | 16 | 521 | 632 | -111 |
|  | 10.  | Teramo          | 10 | 22 | 5  | 0 | 17 | 576 | 709 | -133 |
|  | 11.  | Cellini Padova  | 9  | 22 | 4  | 1 | 17 | 555 | 644 | -89  |
|  | 12.  | Lions Sassari   | 1  | 22 | 0  | 1 | 21 | 496 | 838 | -342 |

Legenda:
  Ammessi ai play-off scudetto o ai play-out.
      Campione d'Italia e qualificata all'European League.
      Qualificata all'European League.
      Retrocessa in Serie A2.

## Spareggi

### Playoff
|  | Semifinali        | Semifinali        | Semifinali        | Semifinali | Semifinali |  |  | Finale        | Finale        | Finale        | Finale | Finale |  |
|  |                   |                   |                   |            |            |  |  |               |               |               |        |        |  |
|  | 1 Erice           | 1 Erice           | 1 Erice           | 28         | 33         |  |  |               |               |               |        |        |  |
|  | 4 Cassano Magnago | 4 Cassano Magnago | 4 Cassano Magnago | 19         | 26         |  |  | 1 Erice       | 1 Erice       | 1 Erice       | 28     | 28     |  |
|  | 2 Pontinia        | 2 Pontinia        | 20                | 29         | 22         |  |  | 3 PDO Salerno | 3 PDO Salerno | 3 PDO Salerno | 28     | 32     |  |
|  | 3 PDO Salerno     | 3 PDO Salerno     | 18                | 35         | 25         |  |  |               |               |               |        |        |  |

#### Semifinali
| Arbitri: | N. Bertino S. Bozzanga |

|           |           |            |
| Tarbuch 7 | Marcatori | Ghilardi 6 |

| Arbitri: | G. Merisi A. Pepe |

|             |           |                       |
| Ghilardi 10 | Marcatori | Ateba Engadi, Losio 8 |

| Arbitri: | G. Merisi A. Pepe |

|             |           |                    |
| Colloredo 7 | Marcatori | Bujnočova, Fabbo 3 |

| Arbitri: | C. Dionisi S. Maccarone |

|                |           |              |
| Dalla Costa 11 | Marcatori | Manojlović 8 |

| Arbitri: | G. Fato L. Guarini |

|                       |           |                        |
| Manojlović, Radović 6 | Marcatori | Barreiro, Rossomando 5 |

#### Finale
| Arbitri: | F. Simone P. Monitillo |

|                 |           |          |
| Ateba Engadi 14 | Marcatori | Woller 8 |

| Salerno 24 maggio 2025, ore 19:00 UTC+2 Semifinale - gara 2 | PDO Salerno | 32 – 28 referto | Erice | PalaPalumbo |

### Playout
|  | Semifinali        | Semifinali        | Semifinali        | Semifinali | Semifinali |  |  | Finale        | Finale        | Finale | Finale | Finale |  |
|  |                   |                   |                   |            |            |  |  |               |               |        |        |        |  |
|  | 8 Leno            | 8 Leno            | 8 Leno            | 17         | 20         |  |  |               |               |        |        |        |  |
|  | 11 Cellini Padova | 11 Cellini Padova | 11 Cellini Padova | 26         | 35         |  |  | 8 Leno        | 8 Leno        | 20     | 30     | 23     |  |
|  | 9 Mezzocorona     | 9 Mezzocorona     | 9 Mezzocorona     | 23         | 27         |  |  | 9 Mezzocorona | 9 Mezzocorona | 22     | 26     | 30     |  |
|  | 10 Teramo         | 10 Teramo         | 10 Teramo         | 27         | 31         |  |  |               |               |        |        |        |  |

#### Semifinali
| Arbitri: | R. Zancanella S. Plotegher |

|          |           |             |
| Kovtun 6 | Marcatori | Meneghini 5 |

| Arbitri: | M. Bassan A. Bernardelle |

|             |           |                |
| Meneghini 7 | Marcatori | Ben Abdallah 7 |

| Arbitri: | L. Kurti M. Lazzari |

|             |           |                |
| Chandarli 6 | Marcatori | Ammar, Rejeb 7 |

| Arbitri: | D. Schiavone L. Nicolella |

|            |           |          |
| Pugliara 9 | Marcatori | Nunes 10 |

#### Finale
| Arbitri: | C. Cardone L. Cardone |

|          |           |         |
| Kovtun 6 | Marcatori | Nunes 7 |

| Mezzocorona 24 maggio 2025, ore 19:00 UTC+2 Finale - gara 2 | Mezzocorona | 26 – 30 referto | Leno | PalaFornai |

| Leno 28 maggio 2025, ore UTC+2 Finale - gara 3 | Leno | 23 – 30 referto | Mezzocorona | Handball Arena |